# Blas Ople
Blas Fajardo Ople (Hagonoy, 3 februari 1927 – Taoyuan, 14 december 2003), was een Filipijns politicus. Ople was van 1967 tot 1986 minister van arbeid en werk. Daarnaast was hij van 1978 tot 1986 lid van het toenmalige Filipijnse parlement, de Batasang Pambansa. Van 1992 tot 2002 was hij lid van de Filipijnse Senaat. In 2002 werd Ople door president Gloria Macapagal-Arroyo benoemd tot minister van buitenlandse zaken, ondanks het feit dat hij tot de oppositie behoorde.

## Biografie
Blas Ople werd geboren op 3 februari 1927 in Hagonoy in de Filipijnse provincie Bulacan. Zijn ouders waren Felix Ople en Segundina Fajardo. Ople volgde onderwijs aan de Bulacan High School en Haganoy Institute. Na de uitbraak van de Tweede Wereldoorlog vocht Ople in de lokale guerrillabeweging. In 1948 voltooide hij de middelbare school op de Far Eastern University. In 1950 volgde hij onderwijs aan de University of the Philippines. In 1959 voltooide Ople een bachelor-opleiding aan het Educational Center of Asia in Quezon City.
Na de Tweede Wereldoorlog was Ople van 1946 tot 1950 werkzaam als journalist. Hij was gespecialiseerd in onderwerpen die raakten aan het thema arbeid. Van 1950 tot 1953 was hij redacteur en columnist van de Daily Mirror. Aansluitend was hij van 1954 tot 1957 technisch assistent voor arbeid en agrarische aangelegenheden voor de Filipijnse president.

### Minister van Arbeid
In 1966 werd Ople benoemd tot Commissaris van Social Security en op 15 september 1967 volgde een benoeming tot minister van arbeid in het kabinet van president Ferdinand Marcos. Deze positie bekleedde hij tot aan de val van Marcos in 1986, met uitzondering van een korte periode van 1971 tot 1972, toen hij ontslag had genomen om mee te kunnen doen aan de verkiezingen voor de Senaat van de Filipijnen in 1971. Deze verkiezingen verliepen voor Ople echter zonder succes, waarna hij op 2 mei 1972 weer werd benoemd op zijn oude ministerspost. In zijn periode als minister was Ople in 1975 ook voorzitter van de 60e Conventie van de Internationale Arbeidsorganisatie in het Zwitserse Genève. Naast zijn ministerschap was Ople van 1978 tot 1984 namens Central Luzon gekozen in de Interim Batasang Pambansa en van 1984 tot 1986 namens Bulacan in de Regular Batasang Pambansa.
Na de val van Marcos in 1986 eindigde ook de periode van het ministerschap van Ople. In mei van dat jaar werd hij door opvolger Corazon Aquino benoemd tot lid van de Constitutionele Commissie, die zich bezighield met het ontwerp van de Filipijnse Grondwet. Bij de Filipijnse verkiezingen van 1987 deed Ople opnieuw een gooi naar een zetel in de Senaat. Ook ditmaal slaagde hij er niet in om gekozen te worden. Na de verkiezingen werd hij benoemd tot voorzitter van het Institute for Public Policy (IPP).

### Senator
In 1992 slaagde Ople er bij zijn derde poging wel in om gekozen te worden in de Senaat van de Filipijnen. In zijn eerste termijn van zes jaar als senator was hij onder meer voorzitter van de Commissie voor Buitenlandse Relaties en was hij lid van de Commissie voor Benoemingen. In 1998 werd hij gekozen tot senaatspresident pro tempore (plaatsvervangend). Datzelfde jaar werd Ople gekozen voor een nieuwe termijn van zes jaar. Het jaar erop werd hij door zijn collega's gekozen tot senaatspresident, als opvolger van Marcelo Fernan. In 2000 werd hij in deze positie opgevolgd door Franklin Drilon. Later dat jaar was Ople een van de senatoren die tijdens de afzettingsprocedure tegen president Joseph Estrada tegen het openen van een envelop met daarin mogelijk belastend basismateriaal stemden. De woede die hierdoor in de Filipijnse samenleving ontstond leidde uiteindelijk in 2001 tot de een tweede EDSA-revolutie, waarna Estrada werd opgevolgd door vicepresident Gloria Macapagal-Arroyo.

### Minister van Buitenlandse Zaken
In juli 2002 benoemde President Macapagal-Arroyo Ople tot minister van buitenlandse zaken. Hij was de opvolger van Teofisto Guingona, die zijn ontslag had ingediend omdat hij bezwaar had tegen de plannen voor een grotere aanwezigheid van Amerikaanse troepen in de Filipijnen als onderdeel van de strijd tegen het terrorisme. Ople stond daarentegen positiever tegenover deze plannen. Gedurende zijn termijn als minister van buitenlandse zaken werd de samenwerking met de Amerikanen geïntensiveerd.

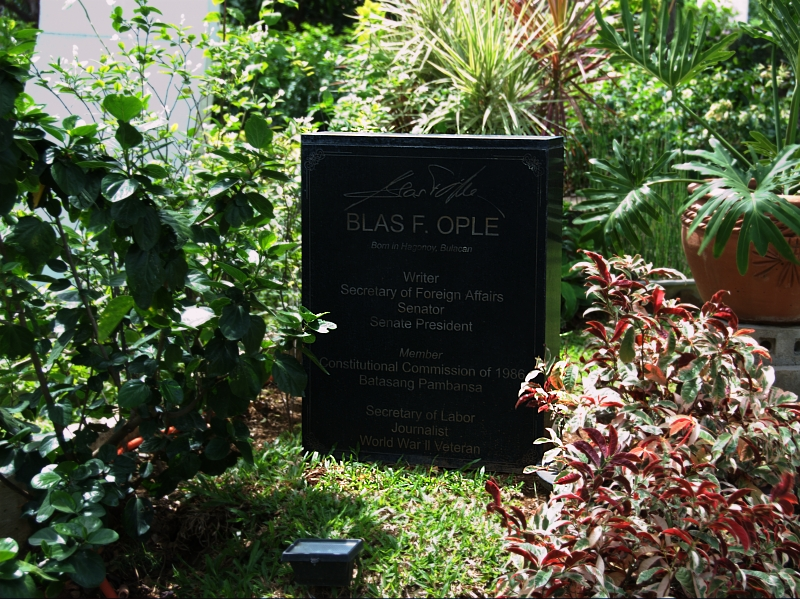
Graf van Blas Ople

Op 13 december 2003 kreeg Ople een hartaanval in een vliegtuig dat onderweg was naar Dubai. Het vliegtuig maakte een noodlanding op Chiang Kai-shek International Airport in Taiwan. Daar overleed hij op 14 december op 76-jarige leeftijd in het Minsheng General Hospital in Taoyuan. Ople werd begraven op het Libingan ng mga Bayani, de begraafplaats voor Filipijnse helden.
Ople was getrouwd met Susana Vasquez. Met haar kreeg hij zeven kinderen, vijf jongens en twee meisjes. Zijn dochter Susan Ople was onderminister van Arbeid en Werkgelegenheid in het kabinet van Gloria Macapagal-Arroyo en deed in 2010 namens de Nacionalista Party mee aan de verkiezingen voor de Senaat van de Filipijnen.